# Moardăș

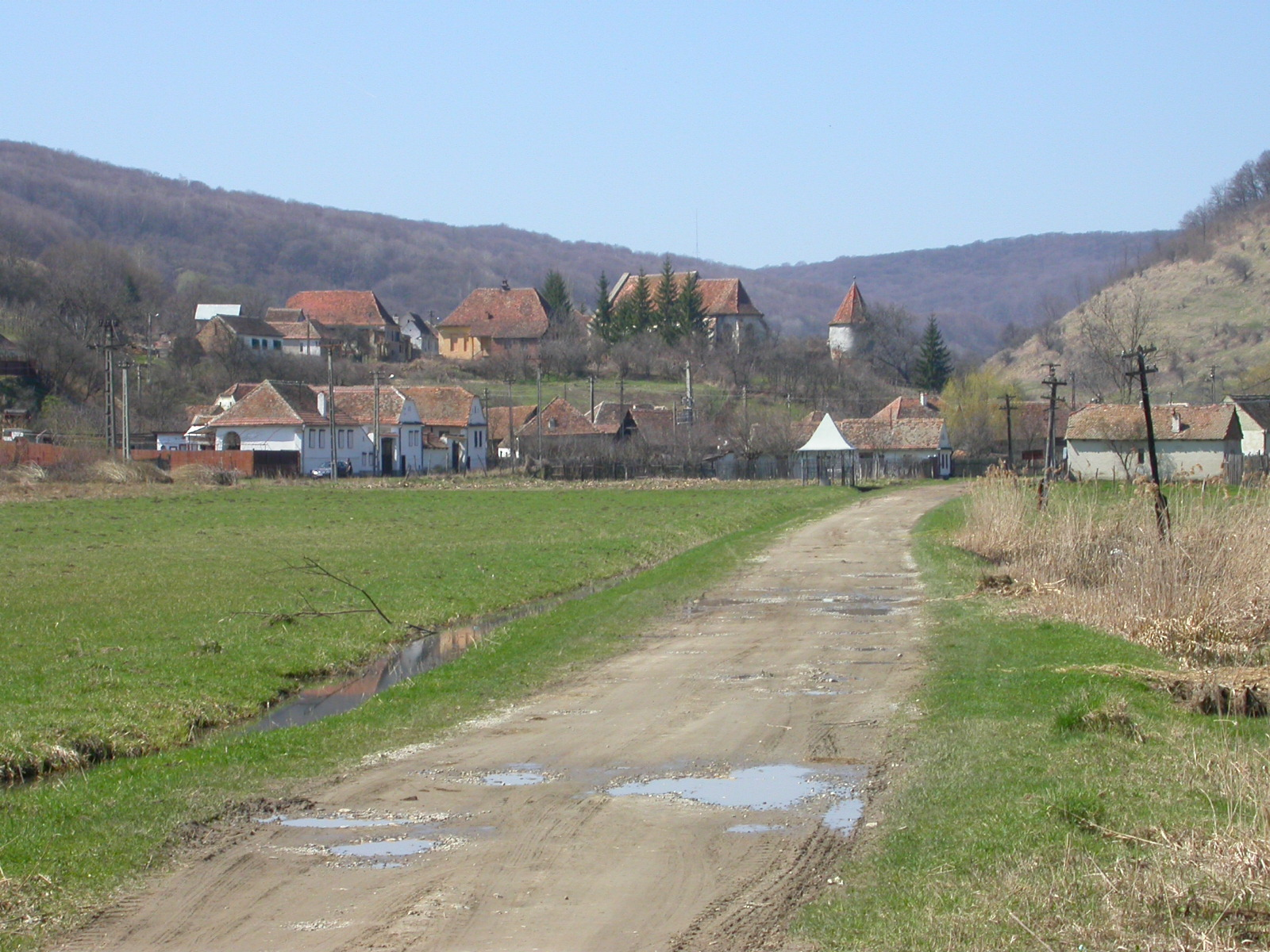
Blick auf Mardisch

Moardăș (deutsch Mardisch, siebenbürgisch-sächsisch Muerdesch, ungarisch Mardos) ist ein Dorf im Kreis Sibiu in der Region Siebenbürgen in Rumänien. Es ist Teil der Gemeinde Mihăileni (Schaldorf).

## Sehenswürdigkeit
- Kirchenburg Mardisch